# Parti communiste sénégalais
Le Parti communiste sénégalais (PCS) est un ancien parti politique sénégalais.

## Histoire
Il a été fondé en 1965 par Landing Savané, encore étudiant. L'existence du parti fut éphémère, mais son leader poursuivit ses activités politiques au sein d'autres groupes.

## Orientation
C'était un parti d'obédience communiste maoïste.